# (7993) Johnbridges
(7993) Johnbridges es un asteroide perteneciente al cinturón de asteroides, región del sistema solar que se encuentra entre las órbitas de Marte y Júpiter.
Fue descubierto el 16 de octubre de 1982 por Antonín Mrkos desde el Observatorio Kleť.

## Designación y nombre
Designado provisionalmente como 1982 UD2, fue nombrado por John Bridges (n. 1966). Radicado en la Universidad de Leicester, es un experto en mineralogía y petrología de meteoritos marcianos, meteoritos condríticos y material cometario devuelto por la misión Stardust. Ha sido científico participante en la misión del rover Mars Science Laboratory.

## Características orbitales
Johnbridges está situado a una distancia media del Sol de 2,924 ua, pudiendo alejarse hasta 3,316 ua y acercarse hasta 2,532 ua. Su excentricidad es 0,134 y la inclinación orbital 2,595 grados. Emplea 1825,89 días en completar una órbita alrededor del Sol.
Pertenece a la familia de asteroides de (158) Koronis.

## Características físicas
La magnitud absoluta de Johnbridges es 12,62. Tiene 8,461 km de diámetro y su albedo se estima en 0,225.